# Postum avrättning

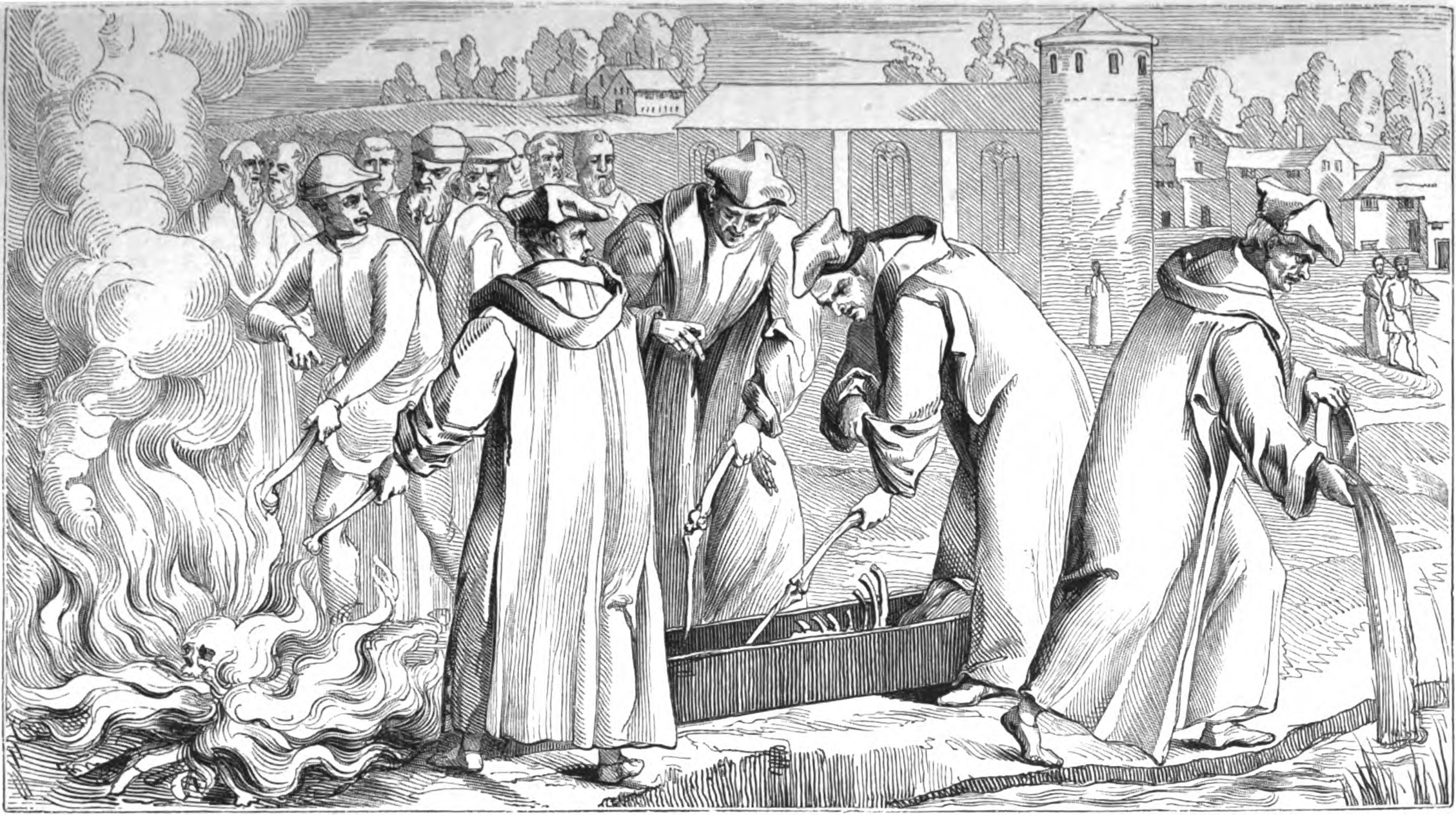
Brännandet av John Wycliffes kvarlevor år 1428.

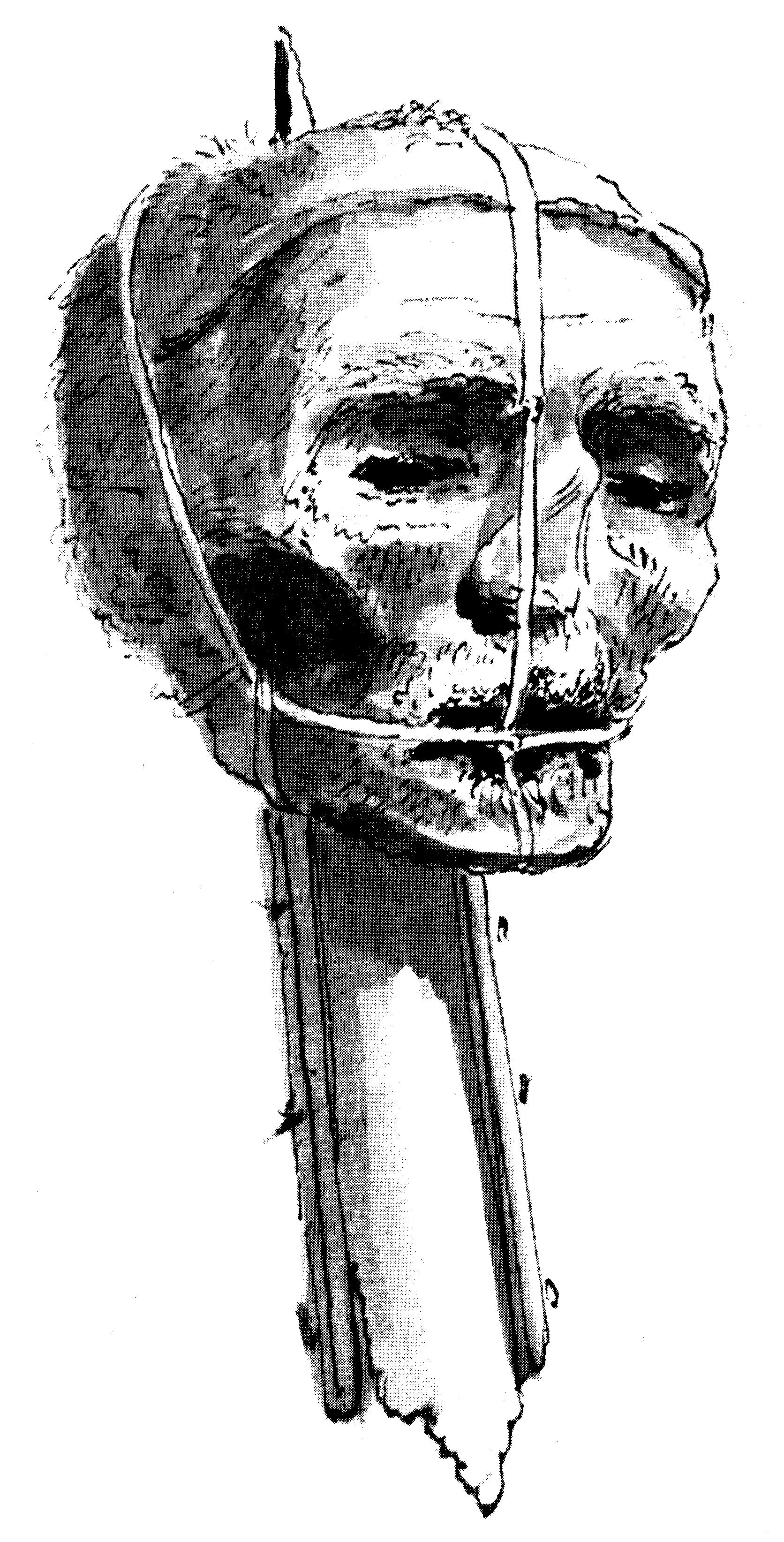
Teckning av Oliver Cromwells huvud.

Postum avrättning innebär att man rituellt "avrättar" en död persons kropp.

## Personer som avrättats postumt (urval)
- Formosus, påve 891–896, vars kropp grävdes upp och kastades i floden
- John Wycliffe (död 1384), engelsk teolog vars kvarlevor brändes
- Sten Sture den yngre (död 1520), svensk riksföreståndare, vars lik Kristian II lät gräva upp och bränna
- Nils Dacke (död 1543), upprorsman som dog i strid, kroppen steglades
- Oliver Cromwell (1599–1658), lordprotektor, vars kropp grävdes upp och hängdes
- John Bradshaw (1602–1659), jurist, vars kropp grävdes upp och hängdes 1661
- Henry Ireton (1611–1651), general, vars kropp grävdes upp och hängdes 1661